# Poimenesperus griseomarmoratus
Poimenesperus griseomarmoratus är en skalbaggsart som beskrevs av Stefan von Breuning 1934. Poimenesperus griseomarmoratus ingår i släktet Poimenesperus och familjen långhorningar.
Artens utbredningsområde är Sierra Leone. Inga underarter finns listade i Catalogue of Life.